# Ampefy
Ampefy is een plaats en commune in het centrum van Madagaskar, behorend tot het district Soavinandriana, dat gelegen is in de regio Itasy. Tijdens een volkstelling in 2001 telde de plaats 14.707 inwoners.
De plaats biedt naast lager onderwijs ook middelbaar onderwijs aan. 91,5 % van de bevolking werkt als landbouwer en 7% verdient zijn brood als visser. De belangrijkste landbouwproducten zijn bonen en groenten; ander belangrijk product is mais. Verder is 1% actief in de dienstensector en heeft 0,5% een baan in de industrie.

## Galerij

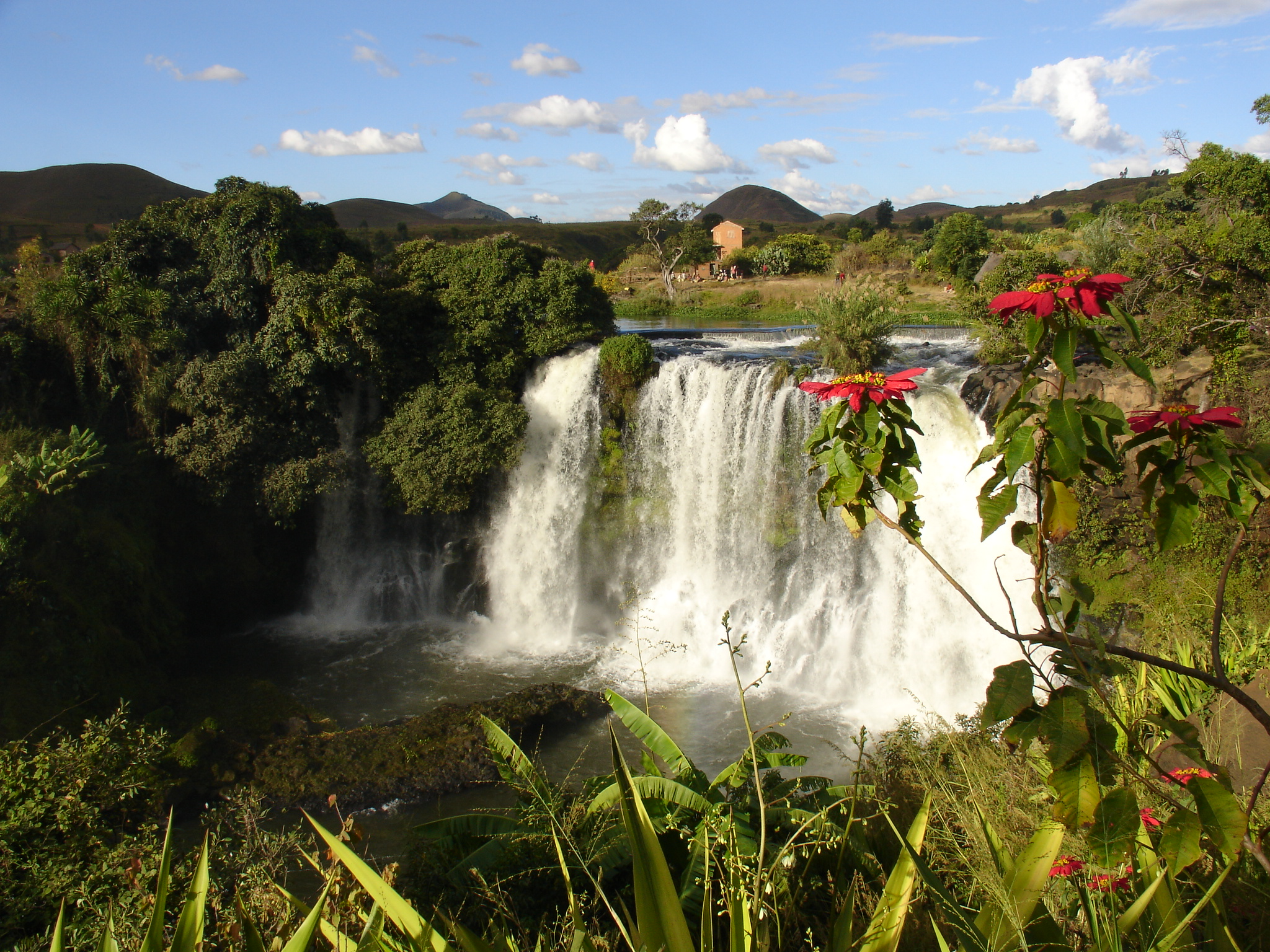
Watervallen bij Ampefy
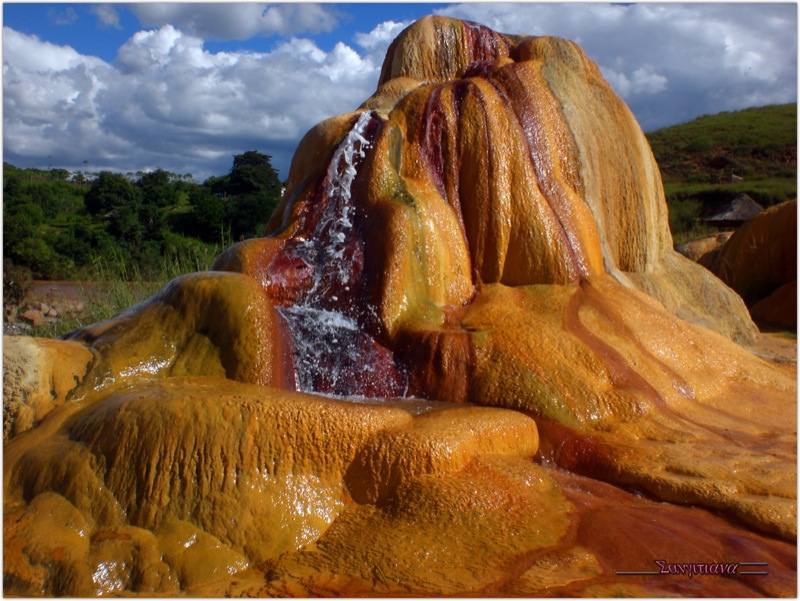
Hete bronnen bij Ampefy